# Гутерман, Лоуренс
Ло́уренс Гу́терман (англ. Lawrence Guterman; род. 18 июля 1966, Канада) — канадский и американский кинорежиссёр, сценарист, продюсер и монтажёр. Известен своей работой в кинокомпаниях Columbia Pictures, DreamWorks Pictures, Warner Bros., New Line Cinema и Universal Pictures. Наиболее известен как режиссёр кинокомедий «Кошки против собак» (2001) и «Сын Маски» (2005), а также нескольких серий американского ситкома «Из головы Джимми» (2007—2008).

## Биография
Лоуренс Гутерман родился 18 июля 1966 года в Канаде. Рос в городах Монреаль и Торонто, где в восьмом классе снимал свои первые короткометражные фильмы. После окончания средней школы Гутерман уехал в США, чтобы поступить в Массачусетский технологический институт, а затем в Гарвардский университет, где он получил степень в области физики. Каждое лето Гутерман возвращался в Канаду, чтобы изучать создание анимаций в Колледже искусств им. Шеридана. Также Гутерман создавал иллюстрации для американского юмористического журнала The Harvard Lampoon (с англ. — «Гарвардский пасквилянт»).
Его интерес к кинематографу возобновился после завершения съёмок пятнадцатиминутного документального фильма для одного из его курсов в Гарварде. После изучения создания анимации получил степень магистра в области кино в Университете Южной Калифорнии.

## Карьера
После окончания университета Лоуренс Гутерман переехал в Лос-Анджелес и стал работать сценаристом и создателем компьютерной графики для кинокомпании Columbia Pictures. В Лос-Анджелесе посещал Школу кинематографических искусств Американского университета, чтобы повысить свои знания в кинематографе. Там он продал крупным киностудиям два своих полнометражных сценария и стал соавтором сценария к телесериалу «Байки из склепа». Позже данный телесериал привлёк внимание американского кинорежиссёра Роберта Земекиса и телеканала HBO.
В 1990 году вышел короткометражный фильм «Без головы!», режиссёром и соавтором которого был Лоуренс Гутерман. Фильм получил положительные отзывы на кинофестивале «Первый взгляд» в Американском университете, а также получил «приз Большого жюри» на «Всемирном фестивале» в Хьюстоне.
Во время работы над созданием видеоигры по мотивам серии книг «Ужастики» Гутерман получил свою первую роль кинорежиссёра, так как Стивен Спилберг посмотрел его короткометражку «Без головы!». Позже ему предложили снять несколько эпизодов для анимационного фильма «Муравей Антц» (1998) от компании DreamWorks Animation.
В 2001 году Гутерман дебютировал в качестве режиссёра полнометражного фильма «Кошки против собак», который собрал более 200 миллионов долларов в мировом прокате.
В 2005 году снял фантастическую кинокомедию под названием «Сын Маски», которая является сиквелом фильма «Маска» (1994). Картина собрала в мировом прокате 59,9 миллионов долларов, что почти в 6 раз меньше, чем бюджет фильма. Фильм «Сын Маски» получил негативные оценки критиков и был номинирован на семь премий антинаграды «Золотая малина», среди которых была премия за худшую режиссуру, на которую номинировался Лоуренс Гутерман.
Также является исполнительным продюсером фильма «Помнить» (2015) с Кристофером Пламмером и Мартином Ландау в главных ролях.
В 2018 году Гутерман был назван «одним из 100 самых креативных людей» по версии американского журнала Fast Company.

## Фильмография
| Год       |     | Русское название   | Оригинальное название | Роль                         |
| --------- | --- | ------------------ | --------------------- | ---------------------------- |
| 1990      | кор | Без головы!        | Headless!             | режиссёр, соавтор сценария   |
| 1993—?    | с   | Байки из склепа    | Tales from the Crypt  | соавтор сценария             |
| 1994      | ф   | Обхват Нации       | Girth of a Nation     | монтажёр                     |
| 1998      | мф  | Муравей Антц       | Antz                  | режиссёр нескольких эпизодов |
| 2001      | ф   | Кошки против собак | Cats & Dogs           | режиссёр                     |
| 2005      | ф   | Сын Маски          | Son of the Mask       | режиссёр                     |
| 2007—2008 | с   | Из головы Джимми   | Out of Jimmy's Head   | режиссёр нескольких серий    |
| 2015      | ф   | Помнить            | Remember              | исполнительный продюсер      |

## Награды и номинации
| Год  | Награда        | Фильм       | Категория       | Результат | Ист.  |
| ---- | -------------- | ----------- | --------------- | --------- | ----- |
| 2006 | Золотая малина | «Сын Маски» | Худший режиссёр | Номинация | [ 5 ] |